# Leo Degens

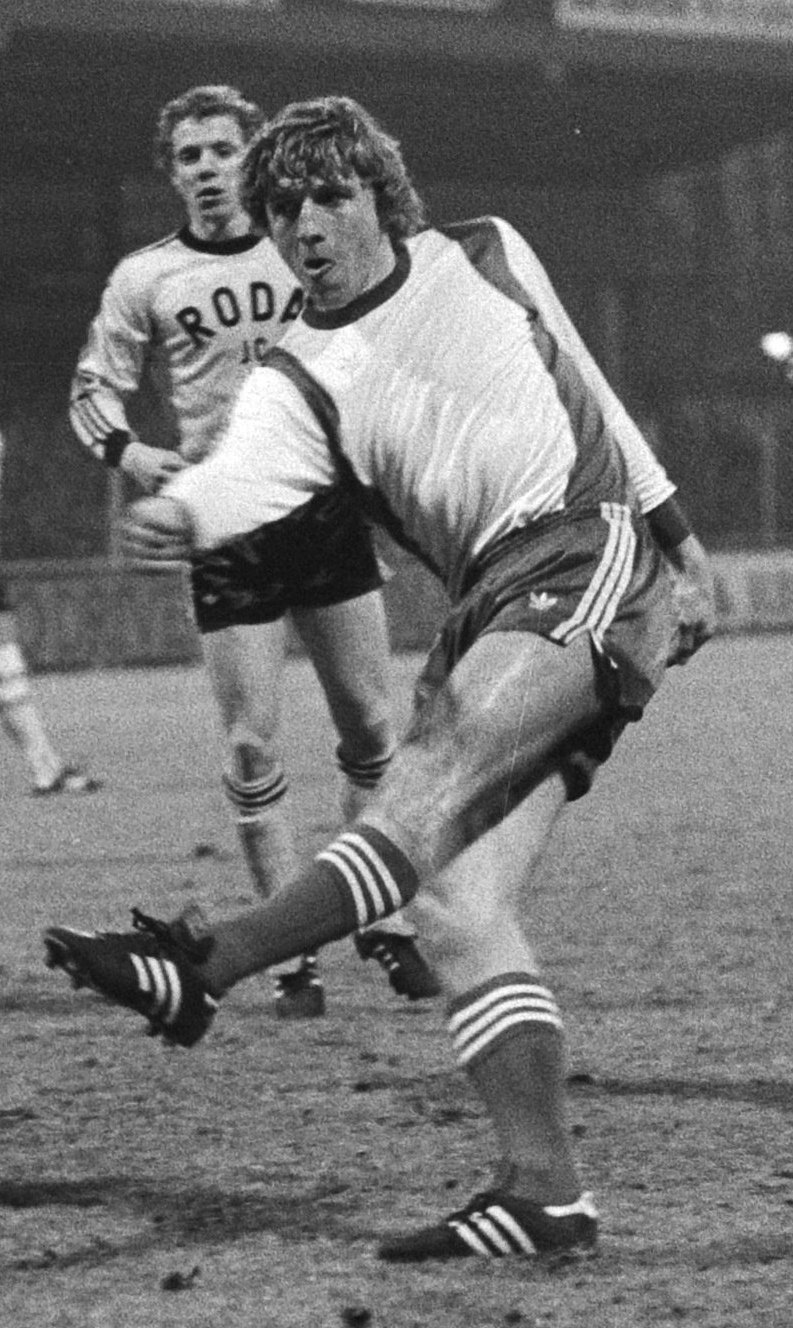
Leo Degens schuin achter Kristen Nygaard (1979)

Leo Degens (3 oktober 1957) is een voormalige Nederlandse voetballer met als positie verdediger, die 251 wedstrijden voor Roda JC speelde en daarin 7 doelpunten scoorde. Hij is opgegroeid in de regio rond Kerkrade en speelde van het seizoen 1975/76 t/m het seizoen 1984/85 voor de plaatselijke profclub.